# 피에로 소데리니
피에로 디 톰마소 소데리니 (Piero di Tommaso Soderini, 1451년 3월 17일 – 1522년 6월 13일) 또는 피에르 소데리니는 피렌체 공화국 출신의 이탈리아 정치인이다.

## 생애
소데리니는 의술로 유명했던 오래된 가문 출신인 톰마소 디 로렌초 소데리니와, 마찬가지로 피렌체의 저명한 가문이자 피에로 디 코시모 데 메디치와 인척 관계이던 디아노라 토르나부오니의 아들로 피렌체에서 태어났다. 소데리니의 형제는 정치인 및 지롤라모 사보나롤라의 지지자였던 파올로 안토니오 소데리니이다. 셋째 형제는 볼테라 주교 프란체스코 소데리니이었다. 1481년에 그는 피렌체의 고위 성직자이었고 이후 피에로 디 로렌초 데 메디치의 총애를 얻어, 1493년에 프랑스 왕국의 피렌체 대사가 되는 영광을 누렸다. 그는 피에로 데 메디치 축출 및 사보나롤라 처형 이후 복구된 공화정 체제에 더 안정성을 주길 바라던 피렌체인들로부터 1502년 '곤팔로니에레'로 선출되었다.
소데리니의 통치는 온건하고 현명한 모습을 보였으나, 그는 뛰어난 정치인으로서의 기질은 가지지 못했다. 그는 외국인 용병을 대신하여 시민군 체계를 도입하였다. 그의 집권 기간 피사와의 오랜 전쟁이 1509년 피렌체 측이 피사를 점령을 하며 그 끝을 가져왔다. '군주론'과 '로마사 논고'의 저자 니콜로 마키아벨리는 소데리니 밑에서 차석 서기관이자 체사레 보르자, 로마, 프랑스 등의 대사로서 활동했다. 마키아벨리가 처음에는 소데리니를 무척 존경했으나, 소데리니의 몰락으로 이어진 사건들로 인해 태도를 바꾸었다.
자신을 지원했던 프랑스에 고마움을 갖던 소데리니는 이탈리아 정책에 있어서 프랑스 편을 항상 섰었다. 하지만 1512년에 스페인 군대의 도움으로 피렌체로 복귀한 메디치 가문은 소데리니를 폐위시키고, 추방시켰다. 그는 달마티아의 오라샤츠 (두보르니크 인근)에서 망명 생활을 했고, 그곳에서 교황 레오 10세의 선출까지 남아있다가, 그의 부름을 받고 로마로 가 많은 호의를 받았다. 소데리니는 남은 생애를 로마에서 보냈고 피렌체의 번영을 위해 활동했으나, 귀환을 허락받지 못하였다.
그는 1522년 로마에서 사망했고 산타 마리아 델 포폴로 성당에 안치되었다.

## 참고 문헌
- Creighton, Mandell (1887). 《A History of the Papacy During the Period of the Reformation》. IV: The Italian princes. 1464–1518. London: Longmans, Green. 31, 91, 138–140, 156–160쪽.
- Gelčić, Josip (1894). 《Piero Soderini profugo a Ragusa: memorie e documenti》 (이탈리아어). Ragusa: Carlo Pretner.
- Guicciardini, Francesco (1859). 〈Chapters 26–33〉. 《Storia fiorentina dai tempi di Cosimo de'Medici a quelli del Gonfaloniere Soderini》. Opere inedite di F. G., Volume terzo. Firenze: Barbèra, Bianchi e comp. 403쪽.
- Landucci, Luca (1883).  Jodoco Del Badia, 편집. 《Diario fiorentino dal 1450 al 1516》 (이탈리아어). G. C. Sansoni. 222–335쪽.
- Razzi, Silvano (1737). 《Vita di Piero Soderini gonfaloniere perpetuo della repubblica fiorentina》 (이탈리아어). Padova: Stamperia del Seminario.
- Schevill, Ferdinand (1963). 《Medieval and Renaissance Florence》 II. New York: Harper & Row. 461–470쪽.
- Zaccaria, Raffaella. “Soderini, Piero”. 《Dizionario Biografico degli Italiani》. Treccani. 2019년 11월 22일에 확인함.
- 본 문서에는 현재 퍼블릭 도메인에 속한 브리태니커 백과사전 제11판의 내용을 기초로 작성된 내용이 포함되어 있습니다. This work in turn cites:
  - Silvano Razzi, Vita di Pier Soderini (Padua, 1737)